# 紫雨 (电影)
《紫雨》（英語：Purple Rain）是1984年由艾伯特·麦格诺利导演，Prince和威廉·布林主演的电影。这部半自传形式的电影清楚地反映了Prince的发展历程和他过人的天分。
这部电影和其同名音乐专辑紧紧地联系在一起，后者包括三首排行榜冠军歌曲：“让我们疯狂吧”，“紫雨”以及“当鸽子哭泣的时候”。由当奴·霍韦操刀的大部分电影拍摄看上去更像1980年代的音乐录影带而不是传统的电影。
Prince饰演“小孩子”，一个有天分的明尼阿波利斯音乐家，但是家庭生活却很苦难。他遇见了歌手阿波罗尼亚·科泰罗然后他们具有了不一般的关系。影片刻画的重点在于Prince不想重复他那辱骂人的父亲的性格，同时要维持他的乐队，The Revolution，以及他和他女朋友之间的关系。Prince主要的对手是音乐人莫里斯·戴以及他的乐队The Time。奇特的是，在片中除了Prince以外，其他所有人几乎都是用他们的真名作为饰演人物的名字。
这部电影的构思是Prince在他的三种专长演出时想到的。一开始Prince想要让扮演反方的女朋友万妮蒂的剧本比较黑暗和更有联系的，直到他们退出。她的角色在去到阿波罗尼亚之前被给予了珍妮弗·比尔斯。这部电影获得了奥斯卡最佳配乐奖。
续集天花乱坠于1990年发行，但是受到的批评也相当多。